# Ordres de succession aux anciens trônes de Mecklembourg
Pour les articles homonymes, voir Trône (homonymie).
 (mai 2020).
L'ordre de succession aux trônes de Mecklembourg était une liste ordonnée de personnes éligibles pour succéder aux trônes grand-ducaux de Mecklembourg-Schwerin et Mecklembourg-Strelitz. Les monarchies de ces deux États ont été abolies en 1918 après le déclenchement de la révolution de novembre dans l'Empire allemand. Aujourd'hui, seule la maison de Mecklembourg-Strelitz survit. 

## Succession
La loi successorale des grands-duchés stipulait que seuls les hommes pouvaient réussir à l'exclusion totale des femmes et c'est donc la loi sur la succession utilisée par la Chambre aujourd'hui. En conséquence, la maison de Mecklenburg-Schwerin a disparu en 2001 à la mort du dernier homme de la maison, Friedrich Franz, grand-duc héréditaire de Mecklenburg-Schwerin, laissant la maison de Mecklenburg-Strelitz la seule ligne survivante de la maison de Mecklembourg. 
La maison de Mecklembourg-Strelitz elle-même était au bord de l'extinction jusqu'en 1928, lorsque le seul homme et chef de la maison, Charles Michael, duc de Mecklembourg, adopta et reconnut son neveu morganatique, le comte George de Carlow, comme héritier. Le dernier grand-duc de la lignée Strelitz, Adolphus Frederick VI, s'est suicidé le 23 février 1918 et comme son cousin et héritier Charles Michel était un ressortissant de la Russie et donc pas au Mecklembourg, Frederick Francis IV, grand-duc de Mecklenburg, a établi une régence à Strelitz jusqu'à la création d'un État libre.
Le comte George a été reconnu comme duc de Mecklembourg (Altesse Sérénissime) le 18 juillet 1929 par le chef de la maison impériale de Russie, le grand-duc Cyril Vladimirovitch, puis cinq mois plus tard le 29 décembre par Frédéric-François IV. Le 18 décembre 1950, il a été annoncé que le style d'altesse était reconnu pour lui et le reste de la famille Mecklenburg-Strelitz. Sa position à la tête de la maison de Mecklenburg-Strelitz a également été confirmée. 

## Ordre de succession en novembre 1918

### Mecklenburg-Schwerin
- Frédéric-François II, grand duc de Mecklenburg (1823–1883)
  -  Frédéric-François III, grand duc de Mecklenburg (1851–1897)
    -  Frédéric-François IV, grand duc de Mecklenburg (né en 1882)[5]
      - (1) Frédéric-François, grand duc héritier de Mecklenburg-Schwerin (né en 1910)[5]
      - (2) le duc Christian Ludwig de Mecklenburg (né en 1912)[5]

  - (3) le duc Johann Albrecht de Mecklenburg (né en 1857)[5]
  - (4) le duc Adolf Friedrich de Mecklenburg (né en 1873)[5]
  - (5) le duc Hendrik de Mecklenburg (né en 1876)[5]
  - (6) le duc Paul Frederick de Mecklenburg (né en 1852)[5]
    - (7) le duc Henry Borwin de Mecklenburg (né en 1885)[5]

Remarque : Le 21 avril 1884, le duc Paul Frédéric a différé le droit de succession de son fils et de lui-même en faveur de ses frères cadets et de leurs fils, leur permettant ainsi de l'emporter sur lui et les siens. ,

### Mecklenburg-Strelitz
- George, grand duc de Mecklenburg (1779–1860)
  -  Frederick William, grand duc de Mecklenburg (1819–1904)
    -  Adolphus Frederick V, grand duc de Mecklenburg (1848–1914)
      -  Adolphus Frederick VI, grand duc de Mecklenburg (1882–1918)

  - Duc Georg August de Mecklenburg-Strelitz (1824–1876)
    - Duc Georg Alexander de Mecklenburg-Strelitz (1859–1909)
      - George, duc de Mecklenburg (né en 1899)

    - (1) Charles Michael, duc de Mecklenburg (né en 1863)[5]

Remarque : Le trône est devenu vacant le 23 février 1918 à la suite du décès du grand-duc Adolphe Frédéric VI. L'héritier du trône, le duc Charles Michel, était en Russie à l'époque.

## Ordre de succession actuel de la Maison de Mecklembourg-Strelitz
- George, duc de Mecklembourg (1899-1963)
  - George Alexander, duc de Mecklembourg (1921-1996)
    - Borwin, duc de Mecklembourg (né en 1956)
      - (1) le duc Georges-Alexandre (zh) (né en 1991)[2]
        - (2) le duc Leopold (né en 2023)

      - (3) le duc Michael (né en 1994)[2]